# قطعنامه ۸۲ شورای امنیت
قطعنامه ۸۲ شورای امنیت سازمان ملل متحد که در تاریخ ۲۵ ژوئن ۱۹۵۰ تصویب شد، سندی بین‌المللی دربارهٔ شکایت تجاوز به جمهوری کره است. این قطعنامه طی نشست ۴۷۳ام با ۹ موافق، ۰ مخالف و ۱ ممتنع تصویب شد.